# Steve Marriott
Stephen Peter Marriott (30. ledna 1947 – 20. dubna 1991), všeobecně známý jako Steve Marriott, byl úspěšný a všestranný zpěvák-písničkář a sólový kytarista. Nejvíce se proslavil svým hlasitým zpěvem, který byl v rozporu s jeho malou postavou a pro jeho styl hry na sólovou kytaru ve skupinách Small Faces (1965–1969) a Humble Pie (1969–1975).
Ve Velké Británii se Marriott stal populární a často fotografovanou ikonou životního stylu "Mod", kterou se stal díky jeho roli sólového kytaristy ve skupině Small Faces v polovině 60. let.
Marriottova hudba byla v začátcích ovlivněna jeho hrdiny, kterými byli Buddy Holly, Booker T & the MG's, Ray Charles, Otis Redding, Muddy Waters, Bobby Bland a později Rolling Stones. Posmrtně dostal v roce 1996 cenu Ivor Novello Award in 1996 za jeho významný přínos pro britskou hudbu a v časopise  Mojo music magazine byl uveden jako jeden ze 100 největších zpěváků všech dob.
Zemřel tragicky při požáru svého domu, poté co pod vlivem alkoholu a dalších drog usnul se zapálenou cigaretou.